# Estación Santiago CC
Santiago  era una estación de ferrocarril ubicada en la ciudad de Santiago del Estero, en la provincia de Santiago del Estero, Argentina. Era la estación de término del Ramal C7 del F.C.G.B. Ferrocarril General Belgrano. Este ramal se extendía desde la localidad de Clodomira (kilómetro 638,2) hasta la de Santiago (kilómetro 667,8); ambos kilometrajes comienzan a contarse desde la Estación Santa Fe Central Norte Provincia de Santa Fe kilómetro cero del Ramal C del Ferrocarril General Belgrano

## Servicios
No presta servicios de pasajeros ni de cargas.